# Selenicë
Selenicë ([sɛlɛnit͡s(ə)]; bepaalde vorm: Selenica; Grieks: Σελενιτσά, Selenitsa; Italiaans: Selenizza) is een stad (bashki) in het zuidwesten van Albanië. De stad telt 16.500 inwoners (2011) in de Vlorë-prefectuur aan de Ionische Zeekust.
Selenicë is vooral bekend vanwege de vele bitumenmijnen in de omgeving. Net ten noorden van de stad baant de rivier de Vjosë zich een weg richting de Adriatische Zee.

## Bestuurlijke indeling
Administratieve componenten (njësitë administrative përbërëse) na de gemeentelijke herinrichting van 2015 (inwoners tijdens de census 2011 tussen haakjes):
Armen (2965) • Brataj (2849) • Kotë (3516) • Selenicë (2235) • Sevaster (1720) • Vllahinë (3111).
De stad wordt verder ingedeeld in 48 plaatsen: Amonicë, Armen, Bashaj, Brataj, Drashovicë, Dushkarak, Gërnec, Gjorm, Golimbas, Gumenicë, Hadëraj, Hysoverdhë, Karbunarë, Kocul, Kotë, Kropisht, Lapardha, Lepenicë, Lezhan, Lubonjë, Malas, Mallkeq, Matogjin, Mavrovë, Mazhar, Mazhar, Mërtiraj, Mesaplik, Mesarak, Penkovë, Peshkëpi, Petë, Picar, Ploçë, Ramicë, Rexhepaj, Rromës, Selenicë, Sevaster, Shkallë Mavrovë, Shkozë, Treblovë, Vajzë, Velçë, Vërmik, Vezhdanisht, Vllahinë, Vodicë.

## Geschiedenis
Het bestaan van de bitumenreserves rond Selenicë werd reeds in de oudheid opgemerkt — onder meer de Romeinse schrijver en natuurwetenschapper Plinius de Oudere verwees ernaar. De Turken waren tijdens de Ottomaanse overheersing aan het eind van de 19e eeuw de eersten die het asfalt, met behulp van een Frans-Ottomaans bedrijf, ontgonnen.
Toen het gebied tijdens de Tweede Wereldoorlog werd bezet door Italië, nodigde de marine van dat land de Italiaanse industrie uit de vindplaatsen te exploiteren, waarna de Società Italiana delle Miniere di Selenizza (SIMS) werd opgericht. Deze maatschappij construeerde een duur decauvillespoor van meer dan dertig kilometer om het gewonnen bitumen naar de haven van Vlorë te kunnen brengen, herstructureerde de mijngangen en breidde ze verder uit. In Vlorë zelf werd een fabriek gebouwd voor de verwerking van het asfalt en de productie van minerale oliën.
In 1939, het laatste jaar voor de Tweede Wereldoorlog, steeg de asfaltproductie tot 15.000 ton, en werd een navenante hoeveelheid minerale smeerolie vervaardigd, een product waarvoor de Italiaanse industrie op dat moment sterk aangewezen was op de buitenlandse markt. In datzelfde jaar verwierf de SIMS een concessie voor het exploiteren van de Albanese koperkiesmijnen, in de omgeving van Shkodër. Toen de Duitsers Albanië in 1943 bezetten, stopte de productie.

## Sport
De lokale voetbalclub KS Selenicë werd in 1930 opgericht en werkt zijn thuiswedstrijden af in het Stadiumi i Selenicës, dat plaats biedt aan 4000 toeschouwers. In het seizoen 1991-1992 speelde het team gedurende een seizoen in de Kategoria Superiore, Albaniës hoogste nationale klasse.
Belsh · Berat · Bulqizë · Cërrik · Delvinë · Devoll · Dibër · Dimal · Divjakë · Dropull · Durrës · Elbasan · Fier · Finiq · Fushë-Arrëz · Gjirokastër · Gramsh · Has · Himarë · Kamëz · Kavajë · Këlcyrë · Klos · Kolonjë · Konispol · Korçë · Krujë · Kuçovë  · Kukës · Kurbin · Lezhë · Libohovë · Librazhd · Lushnjë · Malësi e Madhe · Maliq · Mallakastër · Mat · Memaliaj · Mirditë · Patos · Peqin  · Përmet · Pogradec · Poliçan · Prrenjas · Pukë · Pustec · Roskovec · Rrogozhinë · Sarandë · Selenicë · Shijak · Shkodër · Skrapar · Tepelenë · Tirana · Tropojë · Vau i Dejës · Vlorë · Vorë

Deelgemeenten · Gemeenten · Prefecturen